# Liste der Biografien/Martine
Liste der Biografien |
Portal Biografien |
Personensuche
# |
A |
B |
C |
D |
E |
F |
G |
H |
I |
J |
K |
L |
M |
N |
O |
P |
Q |
R |
S |
T |
U |
V |
W |
X |
Y |
Z |
?
 
Ma |
Mb |
Mc |
Md |
Me |
Mf |
Mg |
Mh |
Mi |
Mj |
Mk |
Ml |
Mm |
Mn |
Mo |
Mp |
Mq |
Mr |
Ms |
Mt |
Mu |
Mv |
Mw |
Mx |
My |
Mz
 
Maa |
Mab |
Mac |
Mad |
Mae |
Maf |
Mag |
Mah |
Mai |
Maj |
Mak |
Mal |
Mam |
Man |
Mao |
Map |
Maq |
Mar |
Mas |
Mat |
Mau |
Mav |
Maw |
Max |
May |
Maz
 
Mara |
Marb |
Marc |
Mard |
Mare |
Marf |
Marg |
Marh |
Mari |
Marj |
Mark |
Marl |
Marm |
Marn |
Maro |
Marp |
Marq |
Marr |
Mars |
Mart |
Maru |
Marv |
Marw |
Marx |
Mary |
Marz
 
Marta |
Marte |
Marth |
Marti |
Martj |
Martl |
Martm |
Martn |
Marto |
Martr |
Marts |
Martt |
Martu |
Martw |
Marty |
Martz
 
Martia |
Martic |
Martie |
Martig |
Martik |
Martil |
Martim |
Martin |
Martir |
Martis |
Martit |
Martiu |
Martiv
 
Martin, A |
Martin, B |
Martin, C |
Martin, D |
Martin, E |
Martin, F |
Martin, G |
Martin, H |
Martin, I |
Martin, J |
Martin, K |
Martin, L |
Martin, M |
Martin, N |
Martin, O |
Martin, P |
Martin, Q |
Martin, R |
Martin, S |
Martin, T |
Martin, U |
Martin, V |
Martin, W |
Martin, Z |
Martina |
Martinb |
Martinc |
Martind |
Martine |
Marting |
Martinh |
Martini |
Martinj |
Martink |
Martino |
Martinp |
Martins |
Martinu |
Martiny |
Martinz
Die Liste der Biografien führt alle Personen auf, die in der deutschsprachigen Wikipedia einen Artikel haben. Dieses ist eine Teilliste mit 491 Einträgen von Personen, deren Namen mit den Buchstaben „Martine“ beginnt.

## Martine
- Martine, Arkady (* 1985), US-amerikanische Historikerin und Schriftstellerin
- Martine, James Edgar (1850–1925), US-amerikanischer Politiker
- Martine, Norma Jean (* 1991), amerikanische Sängerin und SongwriterinNorma Jean Martine (* 1991)

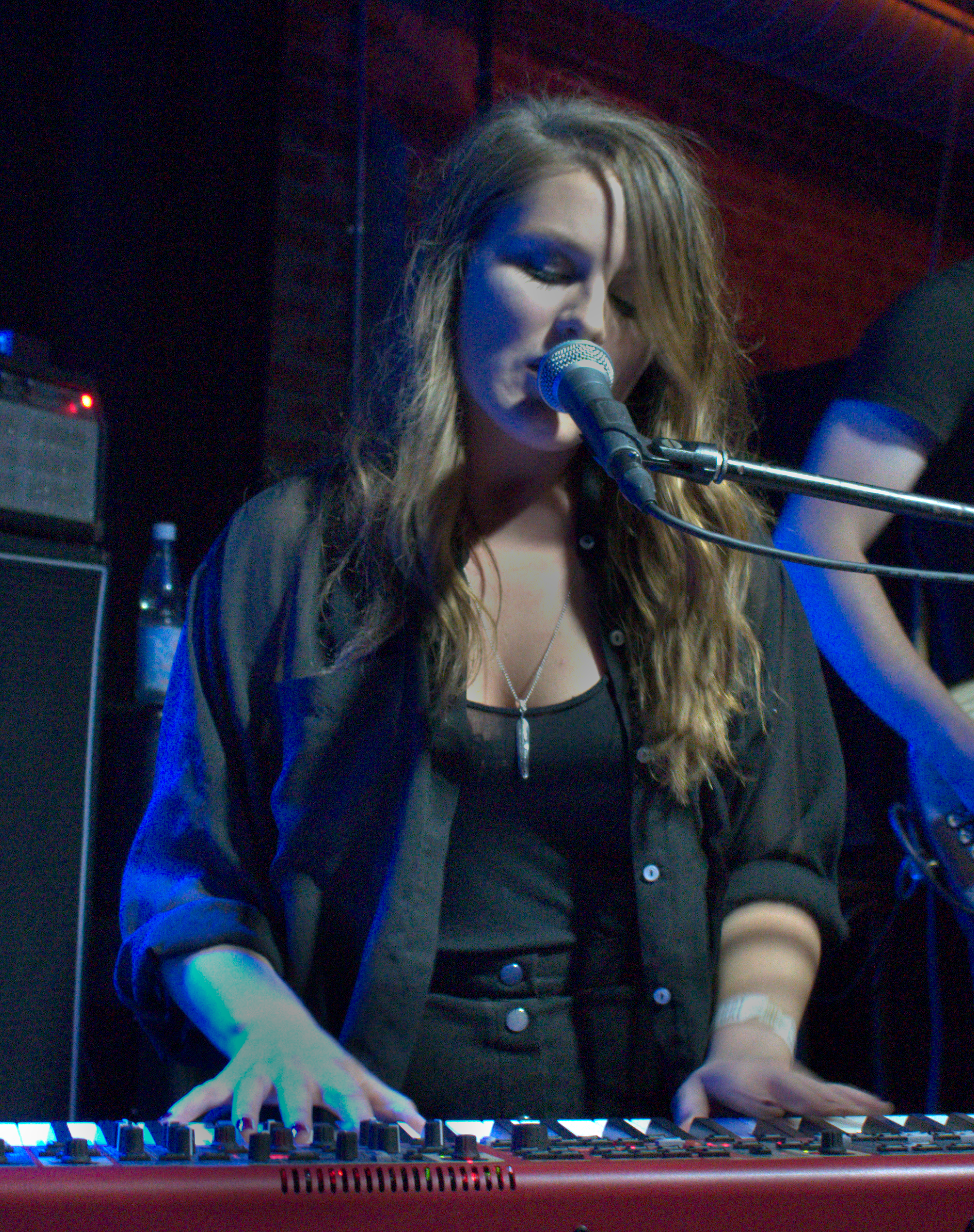
Norma Jean Martine (* 1991)

### Martinea
- Martineau, André (1930–1972), französischer Mathematiker
- Martineau, Barrett (* 1991), kanadischer Skeletonpilot
- Martineau, Don (1952–2006), kanadischer Eishockeyspieler
- Martineau, Eugene (* 1980), niederländischer Zehnkämpfer, niederländischer Meister 2003
- Martineau, Géraldine (* 1985), französische Schauspielerin
- Martineau, Harriet (1802–1876), englische Schriftstellerin
- Martineau, Henri (1882–1958), französischer Romanist und Stendhal-Spezialist
- Martineau, Herbert (1914–1994), britischer Geher
- Martineau, James (1805–1900), britischer Pfarrer und Theologe des Unitarismus
- Martineau, John (1873–1937), US-amerikanischer Politiker
- Martineau, Malcolm (* 1960), schottischer Pianist
- Martineau, Matteo (* 1999), französischer Tennisspieler
- Martineau, Paul (1921–2010), kanadischer Rechtsanwalt und Politiker
- Martineau, Robert (1913–1999), britischer Geistlicher, Bischof von Blackburn
- Martineau, Sydney (1863–1945), britischer Fechter

### Martinec
- Martinec, Emil (* 1958), US-amerikanischer Physiker
- Martinec, Petr (* 1975), tschechischer Badmintonspieler
- Martinec, Tena (* 2006), kroatische Sprinterin
- Martinec, Tomáš (* 1976), tschechisch-deutscher Eishockeyspieler
- Martinec, Vladimír (* 1949), tschechischer Eishockeytrainer und ehemaliger -spieler
- Martineck, Otto (1874–1951), deutscher Sanitätsoffizier, Ministerialbeamter und Professor

### Martinek
- Martinek, Alexander (1919–1945), österreichischer Fußballtorhüter
- Martinek, Hilly (* 1977), deutsche Drehbuchschreiberin und Buchautorin
- Martinek, János (* 1965), ungarischer Olympiasieger im Modernen Fünfkampf
- Martinek, Josef (* 1945), tschechisch-deutscher Basketballspieler
- Martinek, Krystian (* 1948), deutscher Drehbuchautor, Schauspieler, Theater- und Fernsehregisseur
- Martinek, Lisa (1972–2019), deutsche SchauspielerinLisa Martinek (1972–2019)

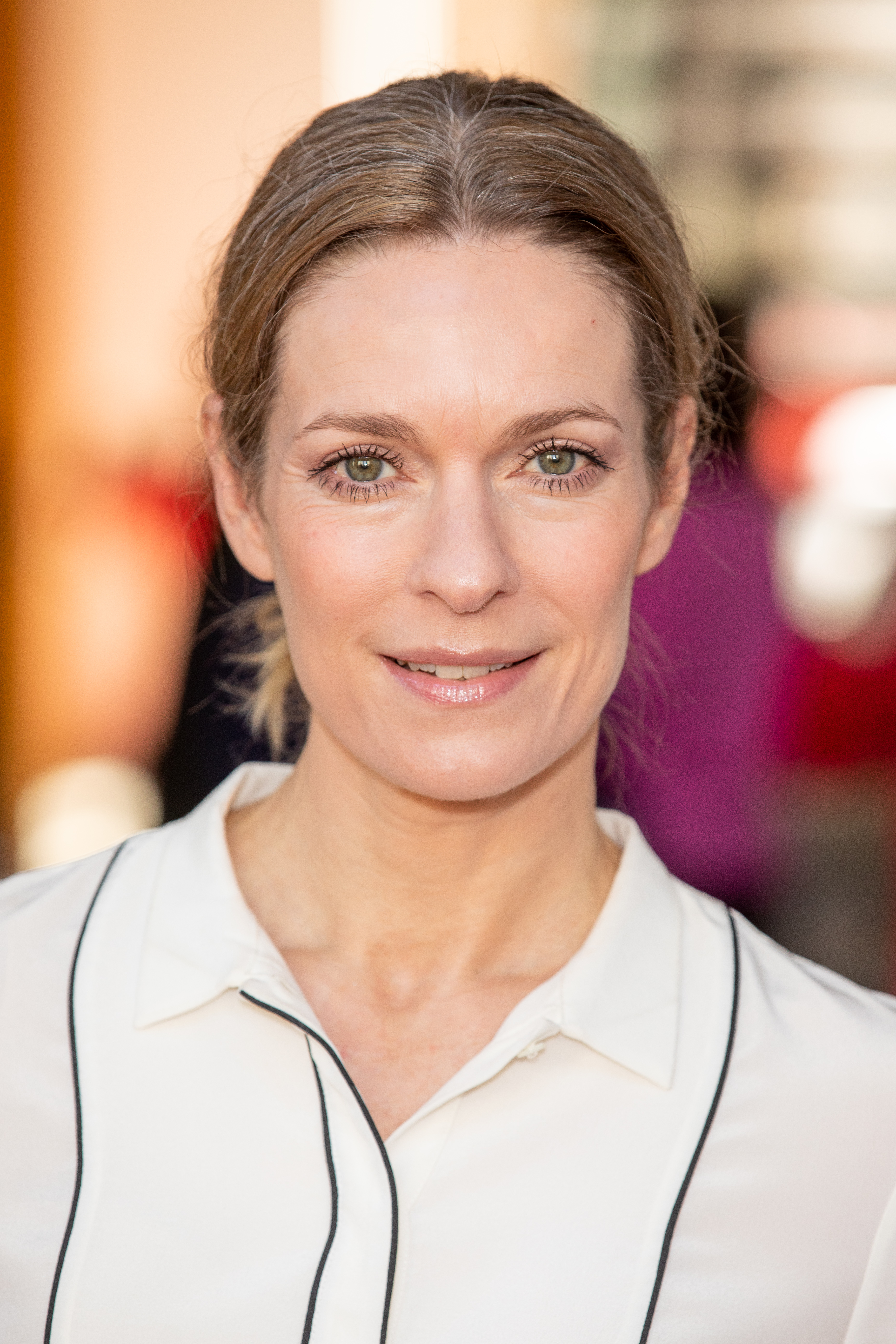
Lisa Martinek (1972–2019)

- Martinek, Michael (* 1950), deutscher Rechtswissenschaftler und Universitätsprofessor
- Martinek, Oswin (1924–1997), österreichischer Jurist und Ministerialbeamter
- Martínek, Pavel (* 1962), tschechoslowakischer Radrennfahrer
- Martínek, Radek (* 1976), tschechischer Eishockeyspieler
- Martinek, Robert (1889–1944), österreichischer General der Artillerie
- Martinek, Sven (* 1964), deutscher SchauspielerSven Martinek (* 1964)

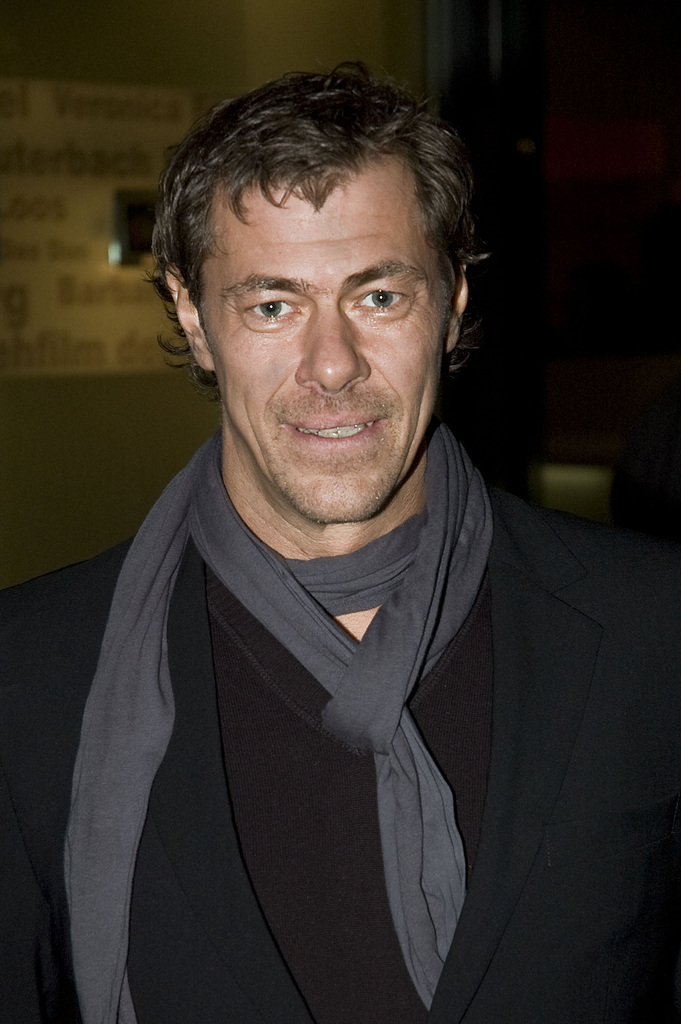
Sven Martinek (* 1964)

- Martinek, Veronika (* 1972), deutsche Tennisspielerin
- Martínek, Vojtěch (1887–1960), tschechischer Schriftsteller, Prosaist, Dichter, Literaturkritiker und Publizist

### Martinel
- Martinėlis, Raimundas (* 1964), litauischer Politiker
- Martinell, Cèsar (1888–1973), katalanischer Architekt
- Martinelli, Alessio (* 2001), italienischer Radrennfahrer
- Martinelli, Anton Erhard (1684–1747), österreichischer Architekt
- Martinelli, Carlo († 1970), italienischer Filmregisseur
- Martinelli, Caterina (1589–1608), italienische Opernsängerin (Sopran)
- Martinelli, Christian (* 1983), italienischer Biathlet
- Martinelli, Davide (* 1993), italienischer Radrennfahrer
- Martinelli, Domenico (1650–1719), italienischer Architekt, in Wien tätig (1690–1705)
- Martinelli, Elsa (1935–2017), italienische Filmschauspielerin
- Martinelli, Enea (* 1965), Schweizer Spitalapotheker und Politiker
- Martinelli, Enzo (1911–1999), italienischer Mathematiker
- Martinelli, Francesca (* 1971), italienische Skibergsteigerin
- Martinelli, Franz (1651–1708), österreichischer Architekt
- Martinelli, Gabriel (* 2001), brasilianischer FußballspielerGabriel Martinelli (* 2001)

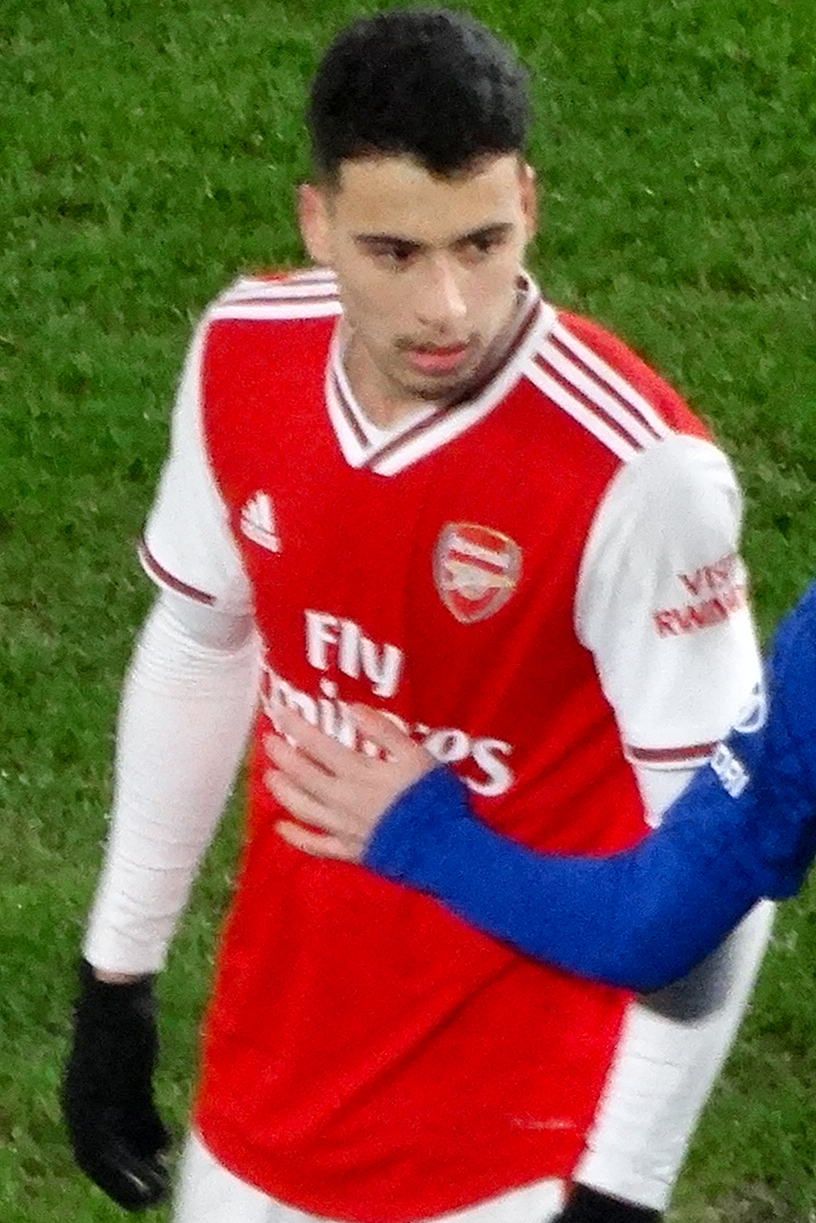
Gabriel Martinelli (* 2001)

- Martinelli, Gianvito (* 1969), italienischer Radrennfahrer
- Martinelli, Giovanni († 1659), italienischer Maler
- Martinelli, Giovanni (1885–1969), italienischer Opernsänger (Tenor)
- Martinelli, Giovanni Innocenzo (1942–2019), italienischer Ordensgeistlicher, römisch-katholischer Bischof und Apostolischer Vikar von Tripolis
- Martinelli, Giuseppe (* 1955), italienischer Radrennfahrer und Sportdirektor
- Martinelli, Greta (* 2000), italienische Ruderin
- Martinelli, Jean (1909–1983), französischer Synchronsprecher und Schauspieler
- Martinelli, Jean-Louis (* 1951), französischer Regisseur und Theaterleiter
- Martinelli, Johann Baptist (1701–1754), österreichischer Architekt
- Martinelli, Josef (* 1936), deutscher Fußballspieler
- Martinelli, Ludwig (1832–1913), österreichischer Schauspieler
- Martinelli, Maria (* 1958), italienische Regisseurin
- Martinelli, Mario (1906–2001), italienischer Politiker (DC), Abgeordneter, Senator und Minister
- Martinelli, Paolo (* 1958), italienischer Ordensgeistlicher, Apostolischer Vikar des Südlichen Arabien
- Martinelli, Pietro (* 1934), Schweizer Ingenieur und Politiker (SP)
- Martinelli, Raffaello (* 1948), italienischer Geistlicher und emeritierter römisch-katholischer Bischof von Frascati
- Martinelli, Renzo (* 1948), italienischer Filmregisseur
- Martinelli, Ricardo (* 1952), panamaischer Unternehmer und PolitikerRicardo Martinelli (* 1952)

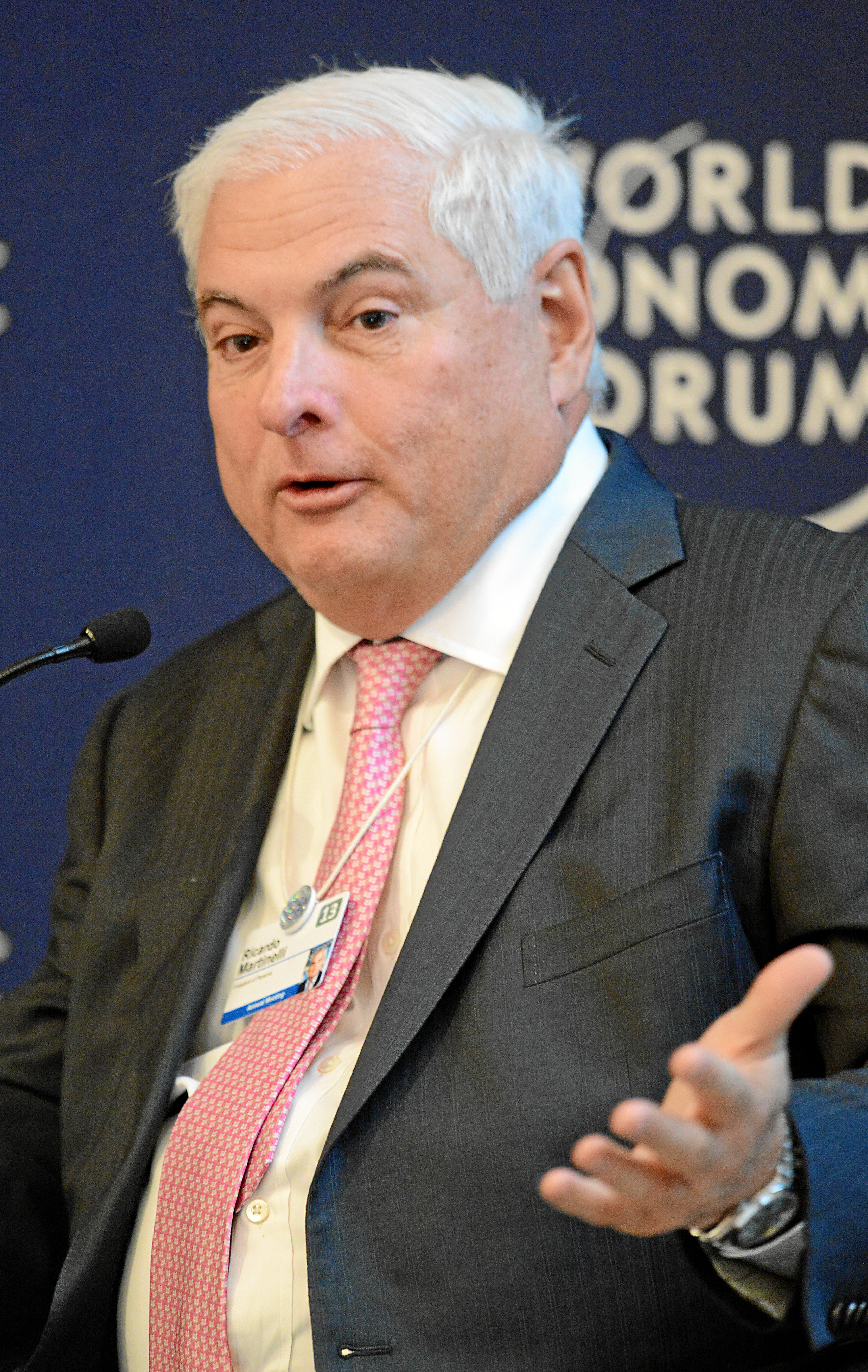
Ricardo Martinelli (* 1952)

- Martinelli, Ryan (* 1986), kanadischer Eishockeyspieler
- Martinelli, Sebastiano (1848–1918), italienischer Geistlicher, Diplomat und Kurienkardinal der katholischen Kirche
- Martinelli, Tommaso Maria (1827–1888), italienischer Kurienkardinal
- Martinelli, Valentino (1923–1999), italienischer Kunsthistoriker und Kunstkritiker
- Martinello, Silvio (* 1963), italienischer Radrennfahrer

### Martinen
- Martinenche, Ernest (1869–1941), französischer Romanist und Hispanist
- Martinenghi, Carlo (1894–1944), italienischer Mittelstrecken-, Langstrecken- und Hindernisläufer
- Martinenghi, Italo (1930–2008), italienischer Filmproduzent und -regisseur
- Martinenghi, Nicolò (* 1999), italienischer Schwimmer

### Martines
- Martines, Alessandra (* 1963), italienische FilmschauspielerinAlessandra Martines (* 1963)

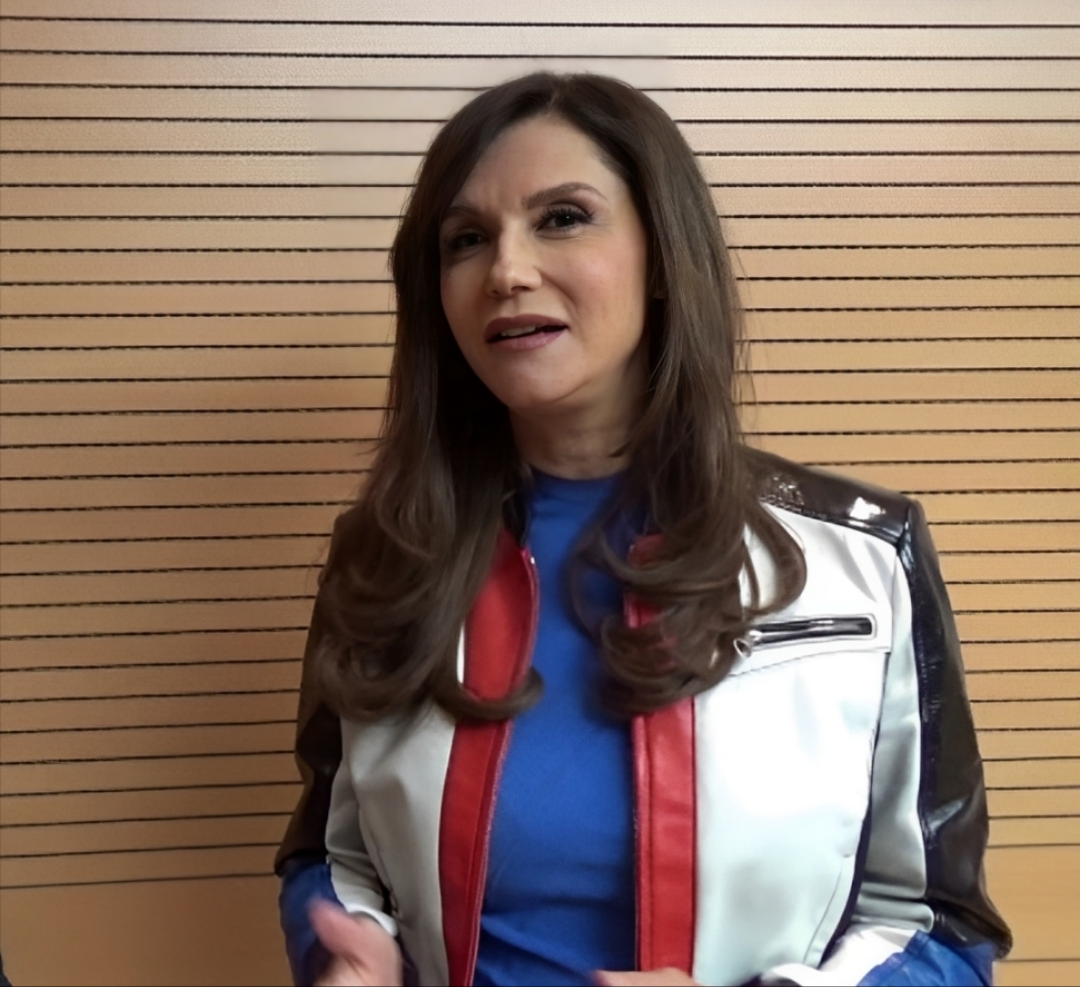
Alessandra Martines (* 1963)

- Martines, Marianna von (1744–1812), österreichische Komponistin, Cembalistin und Sängerin (Sopran)
- Martinescu, Nicolae (1940–2013), rumänischer Ringer
- Martinessi, Marcelo (* 1973), paraguayischer Filmregisseur und Drehbuchautor

### Martinet
- Martinet Larguier des Bancels, Sophie-Adrienne (1771–1840), Schweizer Plantagenbesitzerin auf Mauritius
- Martinet, Aaron (1762–1841), französischer Kupferstecher, Stichverleger und Kunsthändler
- Martinet, André (1908–1999), französischer Linguist
- Martinet, Charles (1894–1976), Schweizer Radrennfahrer
- Martinet, Charles (* 1955), US-amerikanischer Schauspieler und Synchronsprecher
- Martinet, François-Nicolas (* 1731), französischer Ingenieur und Naturkundler
- Martinet, Jacques (* 1939), französischer Mathematiker
- Martinet, Jean († 1672), französischer Offizier
- Martinet, Jean (1937–1990), französischer Mathematiker
- Martinet, Jean-Pierre (1944–1993), französischer Schriftsteller und Kritiker
- Martinet, Julius (1829–1899), deutscher Architekt
- Martinet, Louis (1814–1895), französischer Historienmaler, Galerist und Theaterdirektor
- Martinet, Lucien (* 1878), französischer Ruderer
- Martinet, René, Schweizer Filmeditor
- Martinetti, Avanti (1904–1970), italienischer Bahnradsportler
- Martinetti, Giovan Battista (1764–1830), schweizerisch-italienischer Architekt des Klassizismus
- Martinetti, Jimmy (* 1946), Schweizer Ringer
- Martinetti, Nella (1946–2011), Schweizer Schauspielerin, Sängerin, Komponistin und TexterinNella Martinetti (1946–2011)

Nella Martinetti (1946–2011)

- Martinetti, Piero (1872–1943), italienischer Philosoph und Hochschullehrer
- Martinetz, Thomas (* 1962), deutscher Physiker und Neuroinformatiker

### Martinez
- Martinez (* 1981), schwedischer DJ und Musikproduzent

##### Martinez A
- Martínez Abades, Juan (1862–1920), spanischer Maler, Illustrator, Komponist und Dichter
- Martínez Acebes, Santiago (1926–2006), spanischer Erzbischof
- Martínez Aguilar, Rogelio (* 1941), mexikanischer Botschafter
- Martínez Alba, Rafael (1896–1989), dominikanischer Dirigent und Musikpädagoge
- Martínez Alemán, Raúl (* 1971), kubanischer Ringer
- Martínez Álvarez, Jesús (* 1942), mexikanischer Grafiker
- Martínez Álvarez, Segismundo (1943–2021), spanischer Ordensgeistlicher, römisch-katholischer Bischof von Corumbá
- Martínez Arteaga, Rafael (1940–2017), kolumbianischer Sänger, Komponist und Dichter
- Martínez Augusto, Patricia (* 1990), spanische Fußballspielerin
- Martínez Ayala, Guillermo (* 1995), mexikanischer Fußballspieler
- Martínez Ayerza, María, spanische Blockflötistin und Hochschullehrerin

##### Martinez B
- Martínez Ballesteros, Sergio (* 1975), spanischer Fußballspieler
- Martínez Barrio, Diego (1883–1962), Ministerpräsident von Spanien
- Martínez Betancourt, José Abraham (1903–1982), mexikanischer Geistlicher, Bischof von Tacámbaro

##### Martinez C
- Martínez Camino, Juan Antonio (* 1953), spanischer Theologe und Weihbischof im Erzbistum Madrid
- Martínez Cao, Marcelino (* 1940), spanischer Fußballspieler
- Martínez Caro, Santiago (1926–2001), spanischer Diplomat
- Martínez Castilla, Fabio (1950–2023), mexikanischer römisch-katholischer Geistlicher, Erzbischof von Tuxtla Gutiérrez
- Martínez Castillo, Francisco Javier (* 1974), mexikanischer römisch-katholischer Geistlicher, Weihbischof in Puebla de los Ángeles
- Martínez Cervera, Ángel (* 1986), spanischer Fußballspieler
- Martínez Chorro, Alejandro (* 1998), spanischer Bahnradsportler
- Martínez Chuquizana, Isaac Circuncisión (* 1954), peruanischer Ordensgeistlicher und römisch-katholischer Bischof von Cajamarca
- Martínez Círez, Carlota (* 2001), spanische Tennisspielerin
- Martínez Contreras, Elisa († 1985), First Lady von Guatemala
- Martínez Contreras, Victor Hugo (1930–2020), guatemaltekischer Geistlicher und römisch-katholischer Erzbischof von Los Altos Quetzaltenango-Totonicapán
- Martínez Corbalá, Gonzalo (1928–2017), mexikanischer Politiker

##### Martinez D
- Martínez De Aguirre Guinea, David (* 1970), spanischer Ordensgeistlicher, Apostolischer Vikar von Puerto Maldonado
- Martínez de Aldunate, José (1731–1811), chilenischer Bischof und Mitglied der ersten Regierungsjunta
- Martínez de Corta, Miguel (* 1981), spanischer Fußballspieler
- Martínez de Ezquerecocha Suso, Jesús Ramón (1935–2013), spanischer Geistlicher, römisch-katholischer Bischof von Babahoyo
- Martínez de Hoz, José Alfredo (1925–2013), argentinischer Politiker
- Martínez de Irujo, Carlos (1802–1855), spanischer Ministerpräsident
- Martínez de Irujo, Cayetano (* 1963), spanischer SpringreiterCayetano Martínez de Irujo (* 1963)

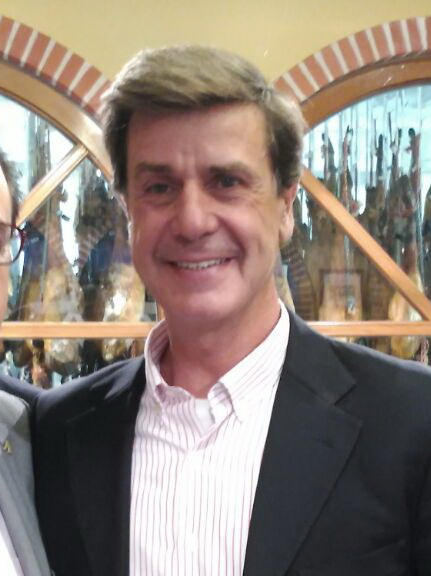
Cayetano Martínez de Irujo (* 1963)

- Martínez de la Cal, Jesús (* 1980), spanischer Handballspieler
- Martínez de la Rosa, Francisco (1787–1862), spanischer Schriftsteller
- Martínez de Lejarza Valle, Luis Mario (1922–1980), spanischer römisch-katholischer Ordensgeistlicher, Weihbischof in Guatemala
- Martínez de Pérez, Ximena (* 1941), ecuadorianische Botschafterin
- Martínez de Rozas, Juan (1759–1813), chilenischer Unabhängigkeitskämpfer
- Martínez de Toledo, Alfonso (1398–1470), spanischer Schriftsteller, Domherr von Toledo und Erzpriester von Talavera
- Martínez del Río, Pablo (1809–1882), mexikanischer Botschafter
- Martínez Díaz, Eduardo (* 1968), kubanischer Politiker
- Martínez Díaz, Rogelio (1905–2001), kubanischer Gitarrist, Sänger und Leiter der Sonora Matancera
- Martínez Díez, Jesús (* 1952), mexikanischer Fußballspieler
- Martínez Domínguez, Alfonso (1922–2002), mexikanischer Politiker

##### Martinez E
- Martínez Espinosa, Nela (1912–2004), ecuadorianische Schriftstellerin, Politikerin und Frauenrechtlerin
- Martínez Estrada, Ezequiel (1895–1964), argentinischer Schriftsteller

##### Martinez F
- Martínez Fernández, Francisco Javier (* 1947), spanischer Geistlicher und römisch-katholischer Erzbischof von Granada
- Martínez Flores, Adalberto (* 1951), paraguayischer Geistlicher, römisch-katholischer Erzbischof von Asunción
- Martínez Flóres, Aurelio, mexikanischer Fußballspieler und -funktionär
- Martínez Frías, Gustavo (1935–2009), kolumbianischer Geistlicher, Erzbischof von Nueva Pamplona
- Martínez Furé, Rogelio (1937–2022), kubanischer Musikethnologe und -wissenschaftler

##### Martinez G
- Martínez García, Juan Odilón (* 1949), mexikanischer römisch-katholischer Geistlicher, Bischof von Atlacomulco
- Martínez Gil, Chucho (1917–1988), mexikanischer Sänger und Komponist
- Martínez González, Bartolomé (1860–1936), nicaraguanischer Politiker und Präsident des Landes
- Martínez González, José (1953–1981), mexikanischer Fußballspieler
- Martínez González, Juana (* 1968), kubanische Diplomatin
- Martínez Granados, Conchita (* 1976), spanische Tennisspielerin
- Martínez Guerrero, Tomás (1820–1873), nicaraguanischer Politiker, Präsident von Nicaragua (1857–1867)

##### Martinez H
- Martínez Heredia, Enrique (* 1953), spanischer Straßenradrennfahrer
- Martínez Hugué, Manolo (1872–1945), spanischer Maler und Bildhauer

##### Martinez I
- Martínez i Imbert, Claudi (1845–1919), katalanischer Komponist, Pianist und Musikpädagoge
- Martínez i Izquierdo, Ernest (* 1962), katalanischer Dirigent und Komponist
- Martínez Íñiguez, Manuel (* 1972), mexikanischer Fußballspieler

##### Martinez J
- Martínez Jiménez, Daniel (* 2002), spanischer Handballspieler

##### Martinez L
- Martínez Labiano, Flavio (* 1962), spanischer Kameramann
- Martínez Lacayo, Roberto (1899–1984), nicaraguanischer Politiker, Regierungsjuntamitglied in Zeit der Diktatur des Somoza-Clans in Nicaragua
- Martínez Lara, Lucas (1943–2016), mexikanischer Geistlicher, römisch-katholischer Bischof von Matehuala
- Martínez Lázaro, José Carmelo (* 1954), spanischer Ordensgeistlicher, emeritierter römisch-katholischer Bischof von Cajamarca
- Martínez Legorreta, Omar (* 1935), mexikanischer Botschafter
- Martínez Llamazares, Antonio (* 2003), spanischer Handballspieler
- Martínez Llamazares, Isidoro (* 2000), spanischer Handballspieler
- Martínez Lobato, Álvaro (* 1999), spanischer Handballspieler
- Martínez López, Pedro (1797–1867), spanischer Romanist, Hispanist, Grammatiker und Lexikograf
- Martínez Lozano, Josep (1923–2006), katalanischer Maler und Aquarellist

##### Martinez M
- Martínez Madrona, María Dolores (* 1986), spanische Fußballschiedsrichterin
- Martínez Maldonado, Sergio (* 1965), mexikanischer Fußballspieler
- Martínez Manautou, Emilio (1919–2004), mexikanischer Politiker und Arzt
- Martínez Martín, Isidoro, spanischer Sportwissenschaftler und Handballtrainer
- Martínez Martínez, Jorge (1917–1994), mexikanischer römisch-katholischer Geistlicher, Weihbischof in Mexiko-Stadt
- Martínez Martínez, Julio Luis (* 1964), spanischer Jesuit und Moraltheologe
- Martínez Martínez, Miguel Ángel (* 1940), spanischer Politiker (PSOE), MdEP
- Martínez Mehner, Claudio (* 1970), spanischer Pianist und Klavierpädagoge
- Martínez Mehner, Vera (* 1978), spanisch-deutsche Geigerin und Musikpädagogin
- Martínez Méndez, Miguel Ángel (* 1959), guatemaltekischer römisch-katholischer Geistlicher und Apostolischer Vikar von Izabal
- Martínez Millán, José, spanischer Frühneuzeithistoriker
- Martínez Miranda, Maximino (* 1951), mexikanischer Geistlicher und römisch-katholischer Weihbischof in Toluca
- Martínez Montalvo, Iván César (* 1943), kubanischer Botschafter
- Martínez Montañés, Juan (1568–1649), spanischer Bildhauer
- Martínez Mutis, Aurelio (1884–1954), kolumbianischer Lyriker

##### Martinez N
- Martínez Núñez, Rubén (* 1963), chilenischer Fußballspieler

##### Martinez O
- Martinez Ortega, Leila Consuelo (* 1994), kubanische Beachvolleyballspielerin
- Martínez Ossola, Enrique (* 1952), argentinischer römisch-katholischer Geistlicher, Weihbischof in Santiago del Estero
- Martínez Oyanguren, Julio (1901–1973), uruguayischer klassischer Gitarrist

##### Martinez P
- Martinez Paredes, Raúl Antonio (* 1943), guatemaltekischer römisch-katholischer Geistlicher und Weihbischof in Guatemala
- Martínez Penas, Diego (* 1980), spanischer Fußballspieler
- Martínez Pereyra, Sergio (* 1977), uruguayischer Fußballspieler
- Martínez Pérez, Salvador (1933–2019), mexikanischer Geistlicher, römisch-katholischer Bischof von Huejutla
- Martinez Pol, Aciel (* 1990), deutsch-kubanischer Schauspieler und Musicaldarsteller

##### Martinez Q
- Martínez Quarta, Lucas (* 1996), argentinischer Fußballspieler
- Martínez Quiroz, Ricardo (* 1966), mexikanischer Fußballtorhüter

##### Martinez R
- Martínez Ramírez, Julio, kubanischer kommunistischer Politiker
- Martínez Ruiz, José (1873–1967), spanischer Schriftsteller
- Martínez Ruiz, Raúl (* 2003), mexikanischer Fußballspieler
- Martinez Rust, Nelson Antonio (* 1944), venezolanischer Geistlicher, emeritierter Bischof von San Felipe

##### Martinez S
- Martínez Sacristán, Gregorio (1946–2019), spanischer Geistlicher und römisch-katholischer Bischof von Zamora
- Martínez Sagi, Ana María (1907–2000), spanische Autorin und Sportlerin
- Martínez Sáinz, Rafael (1935–2016), mexikanischer römisch-katholischer Geistlicher und Weihbischof in Guadalajara
- Martinez Salinas, José María (* 1780), honduranischer Politiker, Staatschef von Honduras
- Martínez Sánchez, María José (* 1982), spanische Tennisspielerin
- Martínez Sansegundo, Rafael (1964–1989), spanischer Basketballspieler
- Martínez Serrano, Luis (1900–1970), spanisch-mexikanischer Pianist, Komponist und Dirigent
- Martínez Sierra, Carmen (1904–2012), spanische Opernsängerin (Mezzosopran) und Schauspielerin
- Martínez Silíceo, Juan (1486–1557), spanischer Kardinal
- Martínez Silva, Salvador (1889–1969), mexikanischer römisch-katholischer Geistlicher, Weihbischof in Morelia
- Martínez Sistach, Lluís (* 1937), spanischer Kardinal und emeritierter Erzbischof von Barcelona
- Martínez Solís, Claudia Sofía (* 2004), mexikanische Tennisspielerin
- Martínez Somalo, Eduardo (1927–2021), spanischer KurienkardinalEduardo Martínez Somalo (1927–2021)

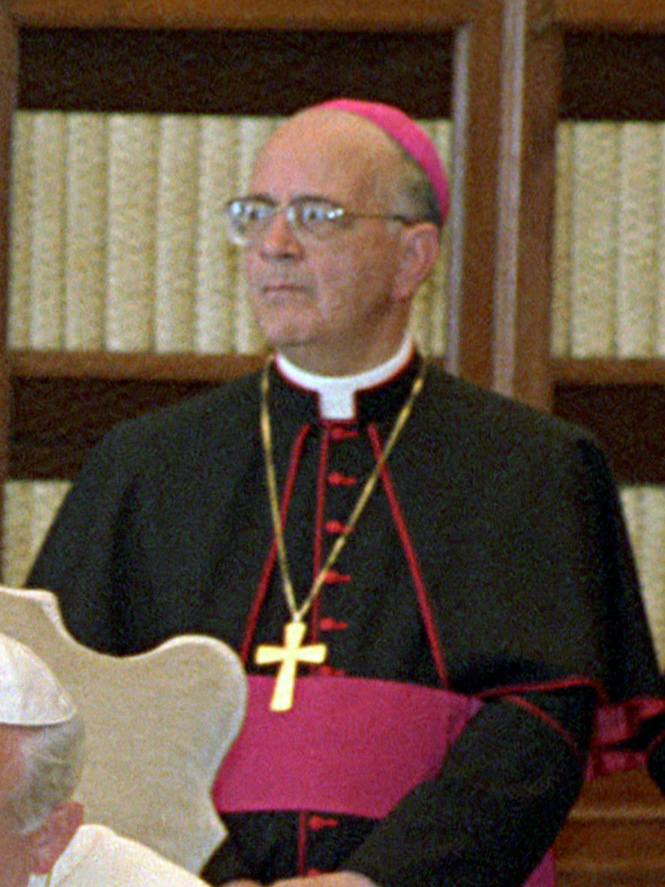
Eduardo Martínez Somalo (1927–2021)

- Martínez Soria, Francisco (1902–1982), spanischer Schauspieler

##### Martinez T
- Martínez Tabernero, Javier (* 1997), spanischer Fußballspieler
- Martínez Trueba, Andrés (1884–1959), uruguayischer Politiker und Präsident seines Landes

##### Martinez V
- Martínez Varea, Abilio (* 1964), spanischer Geistlicher, Bischof von Osma-Soria
- Martínez Vargas, Hency (* 1958), kolumbianischer Geistlicher, römisch-katholischer Bischof von La Dorada-Guaduas
- Martinez Vargas, José de Jesús (1897–1987), kolumbianischer römisch-katholischer Geistlicher, Bischof von Armenia
- Martínez Véliz, Virgilio (* 1977), peruanischer Koch
- Martínez Verdugo, Arnoldo (1925–2013), mexikanischer Linkspolitiker
- Martínez Villicaña, Luis (1939–2011), mexikanischer Politiker

##### Martinez Y
- Martínez y Hernández, Ifigenia (1925–2024), mexikanische Wirtschaftswissenschaftlerin und Politikerin
- Martínez y Martínez, Enrique (* 1948), mexikanischer Politiker

##### Martinez Z
- Martínez Zárate, Jorge (1923–1993), argentinischer Gitarrist und Komponist
- Martínez Zepeda, José de Jesús (* 1941), mexikanischer Geistlicher, emeritierter römisch-katholischer Bischof von Irapuato

#### Martinez,
- Martinez, A (* 1948), US-amerikanischer SchauspielerA Martinez (* 1948)

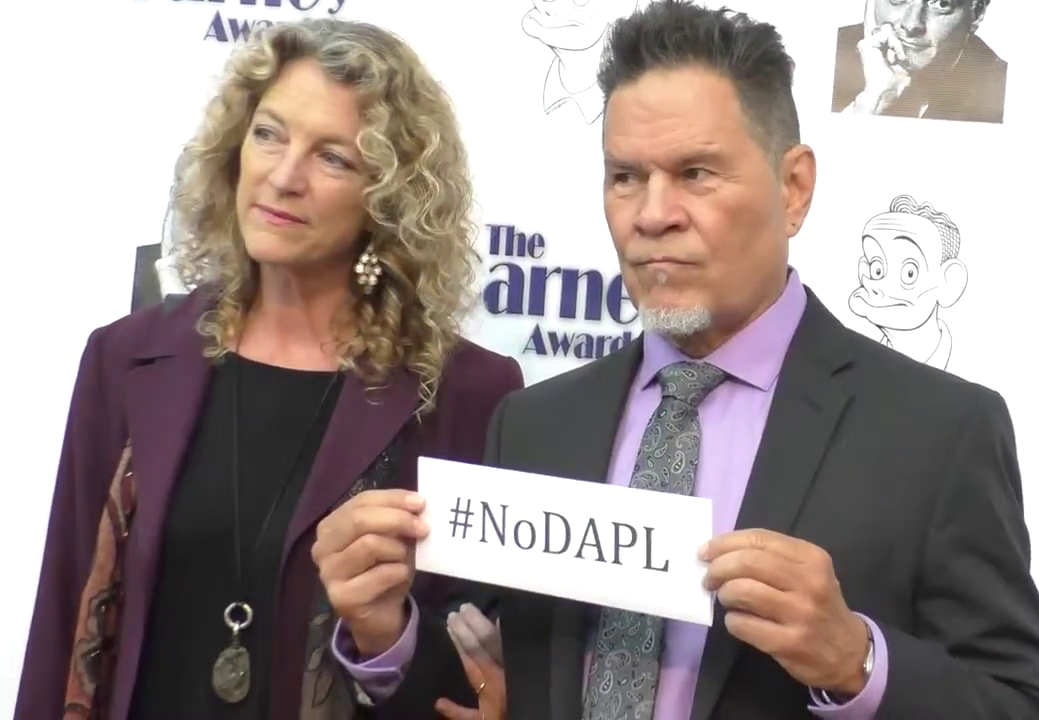
A Martinez (* 1948)

- Martinez, A. Lee (* 1973), US-amerikanischer Fantasy- und Science-Fiction-Autor
- Martínez, Ademar (* 1990), uruguayischer Fußballspieler
- Martínez, Adrián (* 1970), mexikanischer Fußballspieler
- Martínez, Alberto (1950–2009), uruguayischer Fußballspieler
- Martínez, Alberto (* 1978), spanischer Sprinter
- Martinez, Alec (* 1987), US-amerikanischer Eishockeyspieler
- Martínez, Aleix (* 1992), spanischer Balletttänzer und Choreograf
- Martínez, Álex (* 1959), chilenischer Fußballspieler
- Martínez, Àlex (* 1987), andorranischer Fußballnationalspieler
- Martínez, Alexander (* 1977), Schweizer Dreispringer
- Martínez, Alexandre (* 1998), andorranischer Fußballnationalspieler
- Martinez, Alfonso (* 1982), belizischer Taekwondoin
- Martinez, Alphonse (1928–2021), französischer Fußballspieler
- Martínez, Andrés (* 1972), uruguayischer Fußballspieler
- Martínez, Andy (* 1993), peruanischer Sprinter
- Martinez, Angie (* 1971), US-amerikanische Rapperin und Moderatorin
- Martínez, Antonio María († 1823), spanischer Gouverneur von Texas
- Martinez, Arialis (* 1995), kubanische Sprinterin
- Martínez, Ariel (1940–2019), uruguayisch-argentinischer Komponist und Bandoneonist
- Martínez, Ariel (* 1994), chilenischer Fußballspieler
- Martínez, Armando (1931–1969), mexikanischer Radrennfahrer
- Martínez, Armando (* 1961), kubanischer Boxer
- Martínez, Arnau (* 2003), spanischer Fußballspieler
- Martinez, Arthur (* 1939), US-amerikanischer Geschäftsmann, früherer CEO von Sears
- Martínez, Asier (* 2000), spanischer Hürdenläufer
- Martínez, Aurelio (1969–2025), honduranischer Musiker und PolitikerAurelio Martínez (1969–2025)

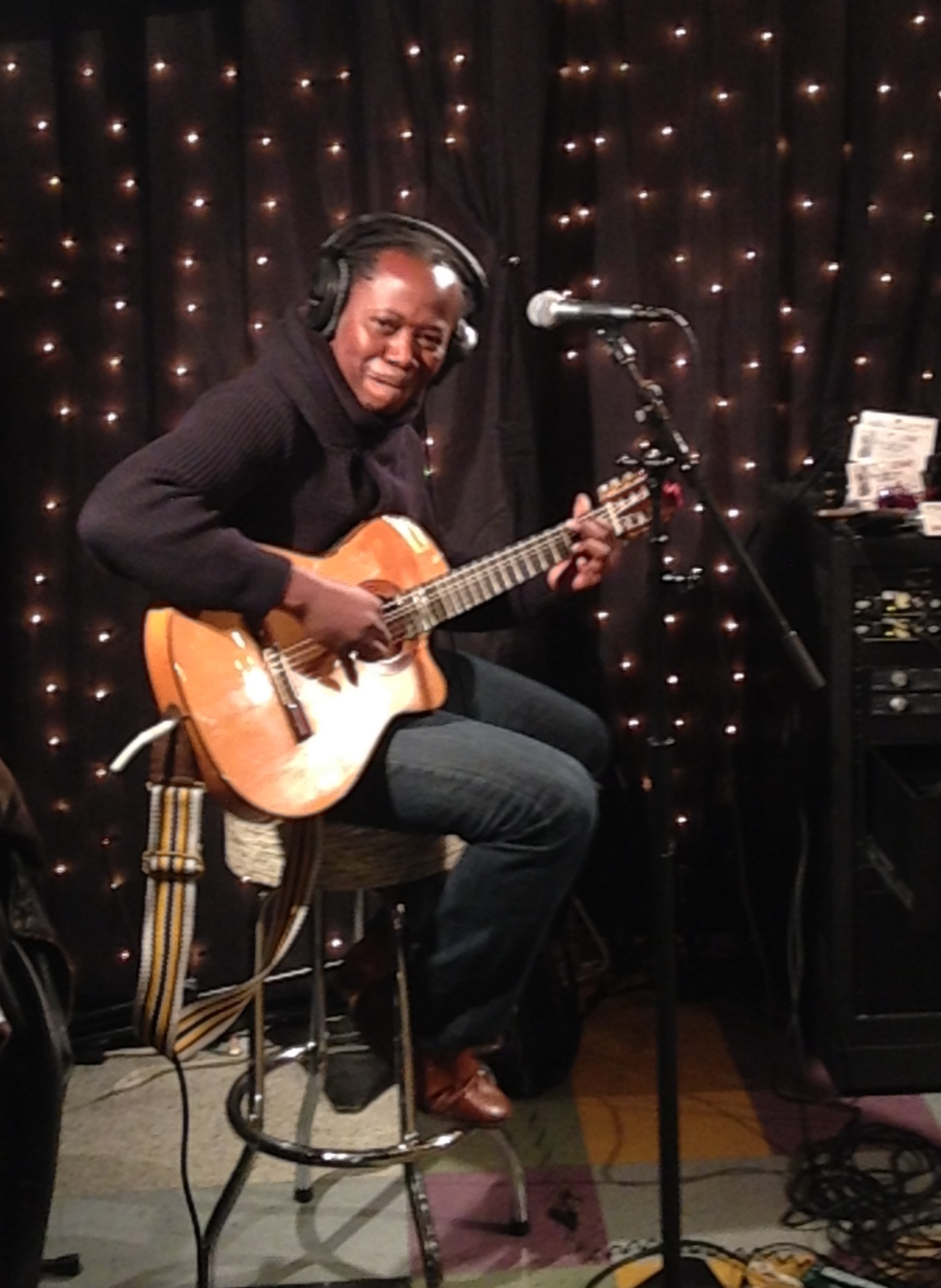
Aurelio Martínez (1969–2025)

- Martínez, Aymée (* 1988), kubanische Sprinterin
- Martínez, Baldo (* 1959), spanischer Jazzmusiker
- Martinez, Benito (* 1971), US-amerikanischer Schauspieler
- Martínez, Benjamín (* 1987), spanischer Fußballspieler
- Martinez, Blake (* 1994), US-amerikanischer American-Football-Spieler
- Martinez, Bob (* 1934), US-amerikanischer Politiker, Gouverneur von Florida
- Martinez, Brenda (* 1987), US-amerikanische Mittelstreckenläuferin
- Martínez, Carlos (1949–2013), mexikanischer Mittelstrecken-, Langstrecken- und Hindernisläufer
- Martínez, Carlos (* 1955), spanischer Pantomime
- Martínez, Carlos (1965–2006), venezolanischer Baseballspieler
- Martinez, Carlos (* 1967), Schweizer Architekt
- Martínez, Carlos (* 1993), uruguayischer Fußballspieler
- Martínez, Carlos (* 1999), costa-ricanischer Fußballspieler
- Martínez, Cecilia (1913–2015), venezolanische Schauspielerin, Rundfunksprecherin und Fernsehmoderatorin
- Martinez, Célia (* 1991), französische Geschwindigkeitsskifahrerin
- Martinez, Cesar (* 1936), spanischer römisch-katholischer Priester, Seelsorger, Theologe und Kirchenrechtler
- Martínez, Chus (* 1972), spanische Kunsthistorikerin und Museumskuratorin für zeitgenössische Kunst
- Martinez, Cliff (* 1954), US-amerikanischer Filmkomponist
- Martínez, Conchita (* 1972), spanische TennisspielerinConchita Martínez (* 1972)

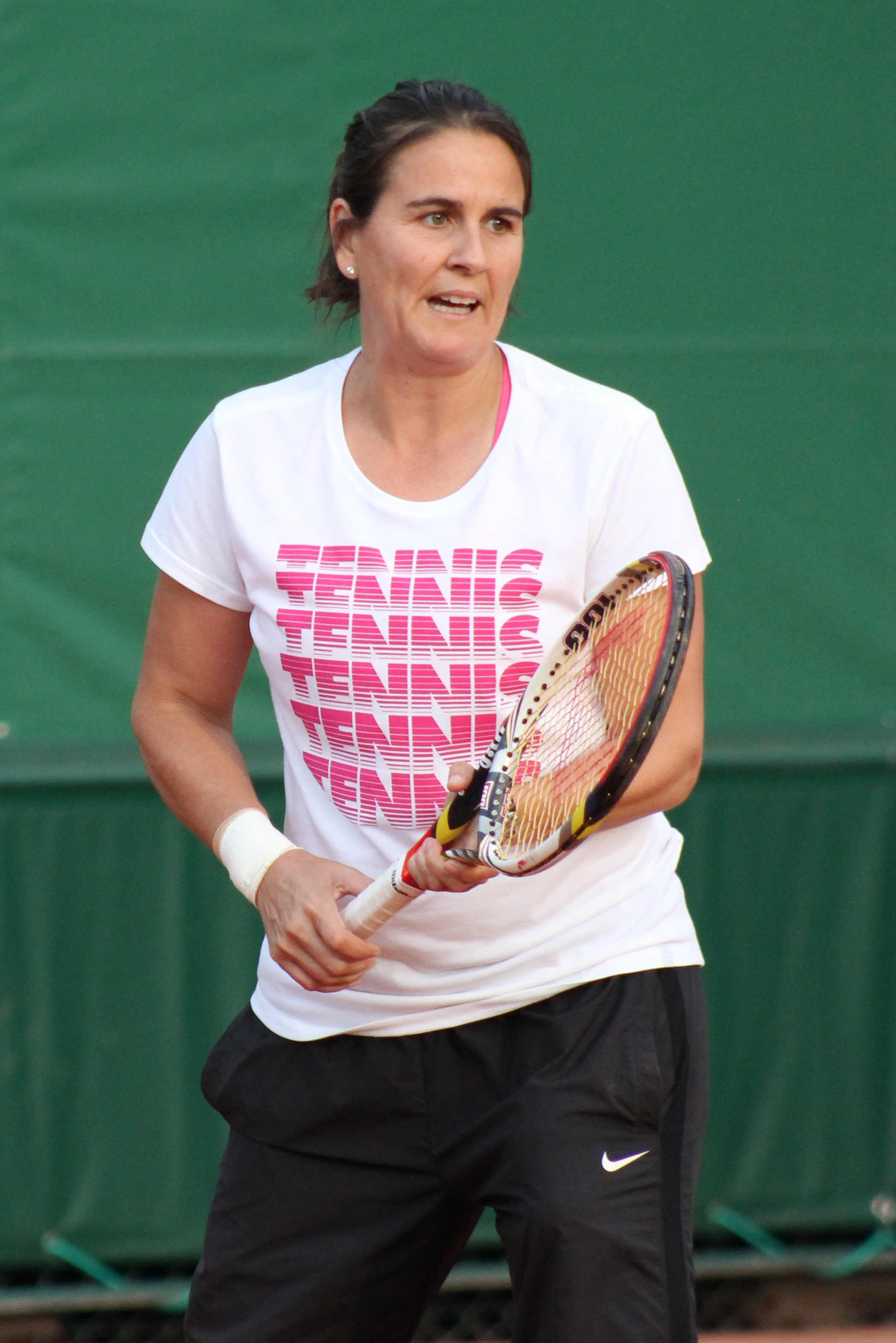
Conchita Martínez (* 1972)

- Martínez, Cris (* 1993), paraguayischer Fußballspieler
- Martínez, Cristhian (* 1983), chilenischer Fußballspieler
- Martínez, Cristian (* 1989), andorranischer Fußballspieler
- Martínez, Damián (* 1979), kubanischer Radrennfahrer
- Martínez, Daniel (* 1957), uruguayischer Ingenieur und Politiker
- Martínez, Daniel Felipe (* 1996), kolumbianischer Radrennfahrer
- Martínez, David (* 1981), mexikanischer Rennfahrer
- Martínez, David (* 2006), venezolanischer Fußballer
- Martínez, Diego (* 1981), mexikanischer Fußballspieler
- Martinez, Dion (1837–1928), kubanisch-amerikanischer Schachspieler
- Martínez, Domingo (* 1982), paraguayischer Fußballspieler
- Martínez, Edgar (* 1963), US-amerikanischer Baseballspieler
- Martínez, Edgar (* 1979), uruguayischer Fußballspieler
- Martínez, Eduardo Esteban (* 1961), argentinischer Volleyball- und Beachvolleyballspieler
- Martínez, Egoi (* 1978), spanischer Radrennfahrer
- Martínez, Elia María (* 1979), spanische Fußballschiedsrichterin
- Martínez, Elvis, dominikanischer Sänger, Songwriter und Gitarrist
- Martínez, Emiliano (* 1992), argentinischer FußballtorwartEmiliano Martínez (* 1992)

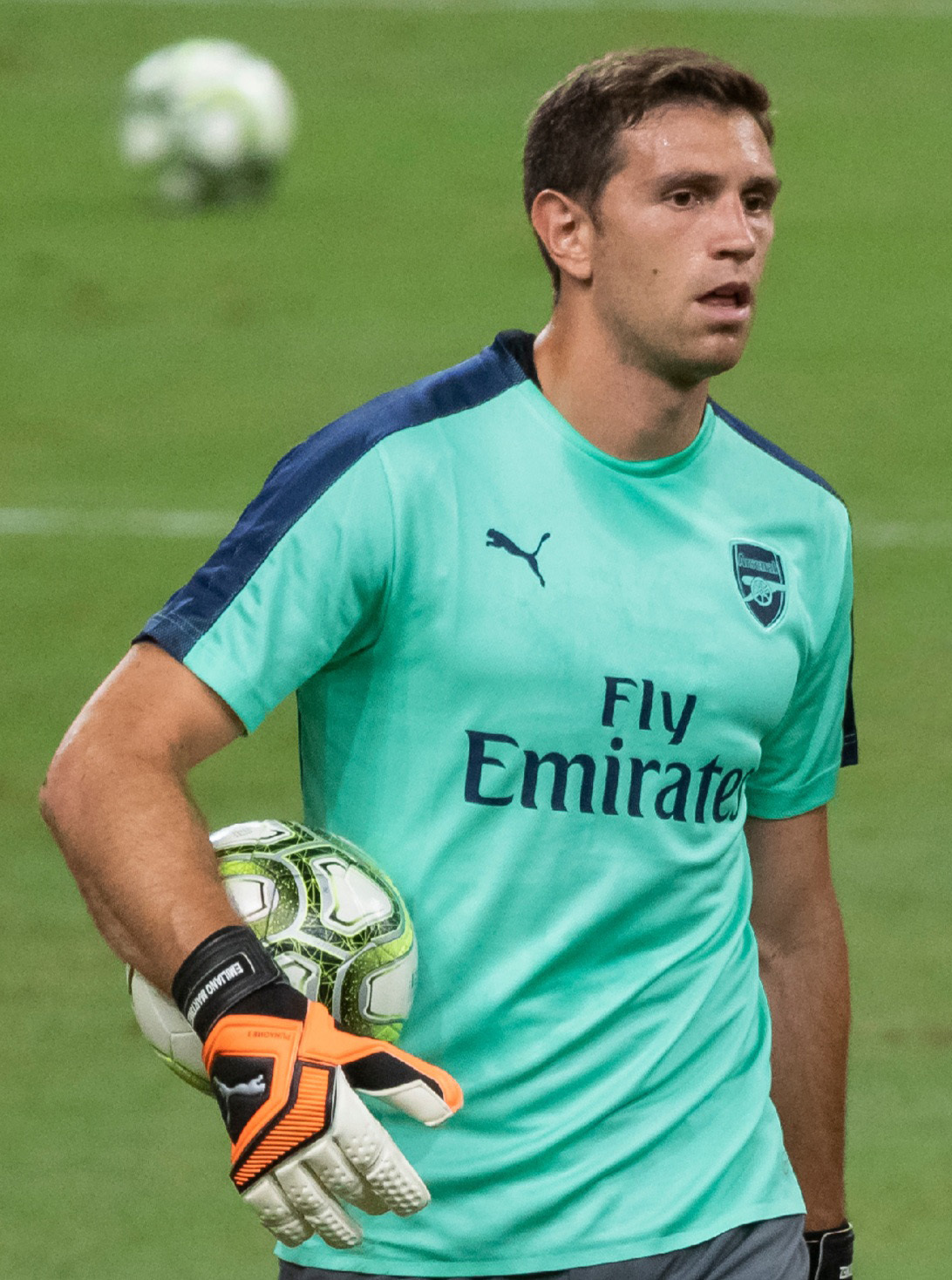
Emiliano Martínez (* 1992)

- Martínez, Esperanza (* 1959), paraguayische Politikerin, Gesundheitsministerin und Senatorin
- Martínez, Estíbaliz (* 1980), spanische Rhythmische Sportgymnastin
- Martínez, Eugenio (1922–2021), kubanischer Militär und Einbrecher
- Martínez, Eulogio (1935–1984), paraguayisch-spanischer Fußballspieler
- Martínez, Facundo (* 1985), argentinisch-ecuadorianischer Fußballspieler
- Martínez, Federico (* 1984), uruguayischer Fußballspieler
- Martínez, Federico (* 1996), uruguayischer Fußballspieler
- Martínez, Fele (* 1975), spanischer SchauspielerFele Martínez (* 1975)

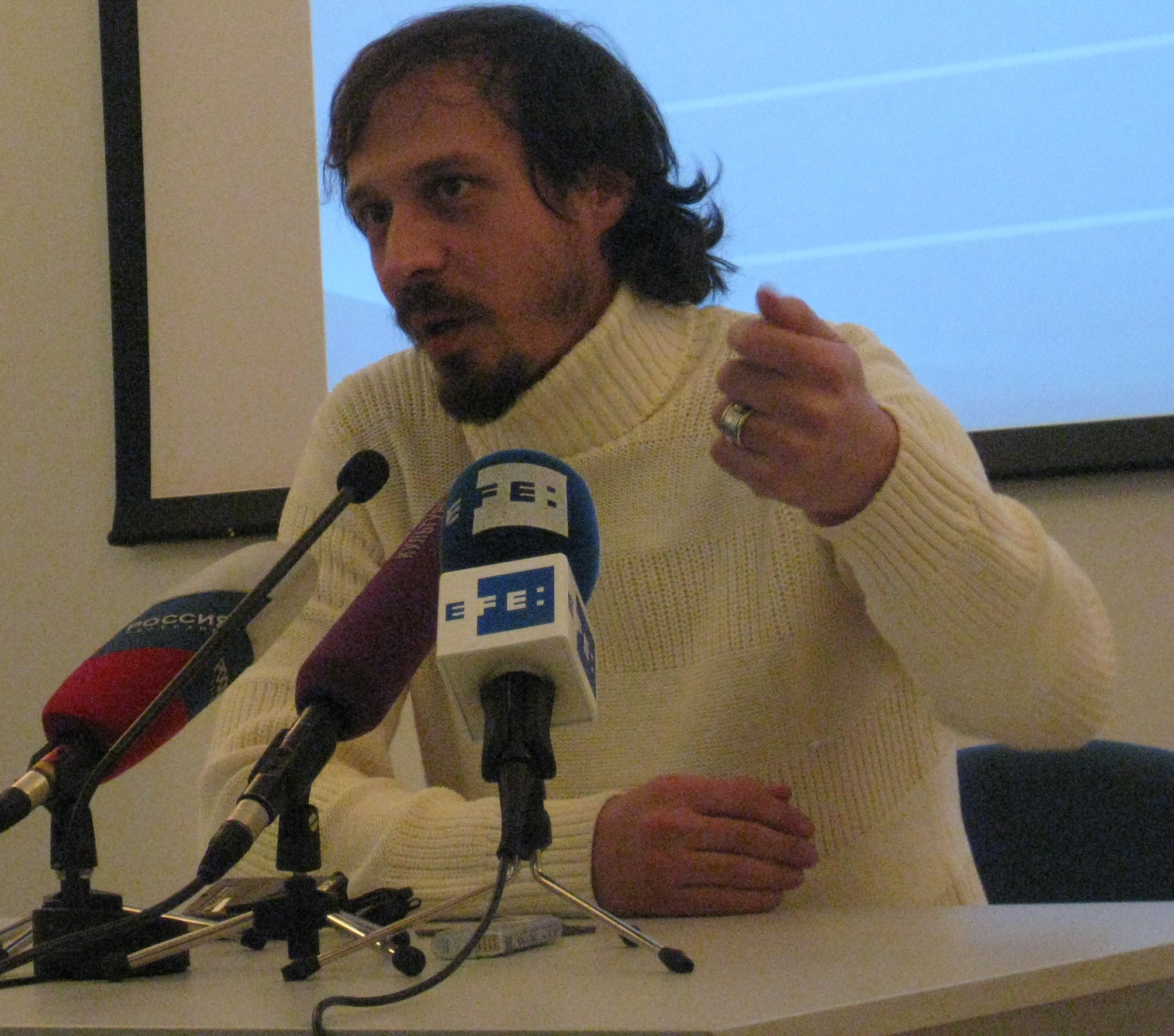
Fele Martínez (* 1975)

- Martínez, Fernando Daniel (* 1993), mexikanischer Leichtathlet
- Martínez, Ferran (* 1968), spanischer Basketballspieler
- Martinez, Ferrand, spanischer Kleriker
- Martínez, Fidel (* 1990), ecuadorianischer Fußballspieler
- Martínez, Franchina (* 1999), dominikanische Hürdenläuferin
- Martínez, Francisco José (* 1983), spanischer Radrennfahrer
- Martínez, Franklin, venezolanischer Poolbillardspieler
- Martínez, Gastón (* 1989), uruguayischer Fußballspieler
- Martínez, Gerson (* 1989), chilenischer Fußballspieler
- Martínez, Gilberto (* 1979), costa-ricanischer Fußballspieler
- Martínez, Gonzalo (* 1993), argentinischer Fußballspieler
- Martínez, Gregorio (1815–1881), spanischer Missionar der römisch-katholischen Kirche
- Martínez, Guillermo (* 1962), argentinischer Schriftsteller und Mathematiker
- Martínez, Guillermo (* 1981), kubanischer Speerwerfer
- Martínez, Guillermo (* 1989), argentinischer Filmregisseur
- Martínez, Gustavo (1932–2006), guatemaltekischer Radrennfahrer
- Martínez, Hans (* 1987), chilenischer Fußballspieler
- Martínez, Hernán (* 1934), chilenischer Fußballspieler
- Martínez, Hugo (* 1968), salvadorianischer Politiker (FMLN), Minister für Auswärtige Angelegenheiten
- Martínez, Iker (* 1977), spanischer Segler
- Martínez, India (* 1985), spanische Sängerin
- Martínez, Iñigo (* 1991), spanischer Fußballspieler
- Martínez, Irene (1944–2014), kubanische Weitspringerin und Sprinterin
- Martínez, Isabel (* 1986), Schweizer Wirtschaftswissenschaftlerin
- Martínez, Israel (* 1981), mexikanischer Fußballspieler
- Martínez, Jackson (* 1986), kolumbianischer Fußballspieler
- Martinez, James, US-amerikanischer Schauspieler
- Martínez, Javi (* 1988), spanischer FußballspielerJavi Martínez (* 1988)

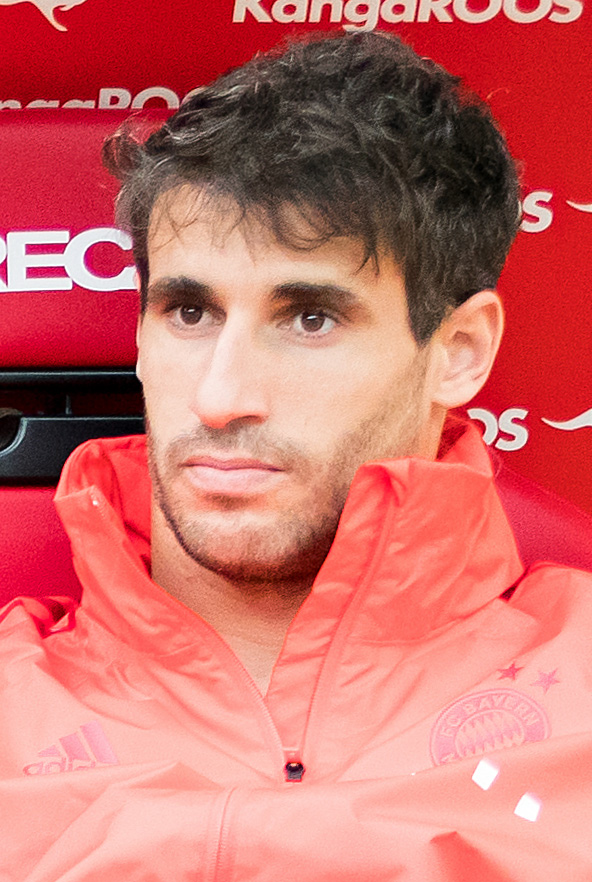
Javi Martínez (* 1988)

- Martínez, Javier, mexikanischer Fußballspieler
- Martinez, Jean (* 1949), französischer Chemiker (Peptid-Synthese)
- Martinez, Jean-Claude (* 1945), französischer Hochschullehrer und Politiker (FN), Mitglied der Nationalversammlung, MdEP
- Martinez, Jean-Luc (* 1964), französischer Klassischer Archäologe und ehemaliger Direktor des Louvre
- Martinez, Jerry P., US-amerikanischer Offizier, Generalleutnant der US Air Force
- Martínez, Jessica (* 1999), paraguayische Fußballspielerin
- Martínez, Jimmy (* 1997), chilenischer Fußballspieler
- Martínez, Joan Lino (* 1978), spanischer Weitspringer kubanischer Herkunft
- Martínez, Joel (* 1988), andorranischer Fußballspieler
- Martínez, John (* 1983), kolumbianischer Straßenradrennfahrer
- Martínez, Jonny, venezolanischer Poolbillardspieler
- Martínez, Jorge (* 1962), spanischer Motorradrennfahrer und -teambesitzerJorge Martínez (* 1962)

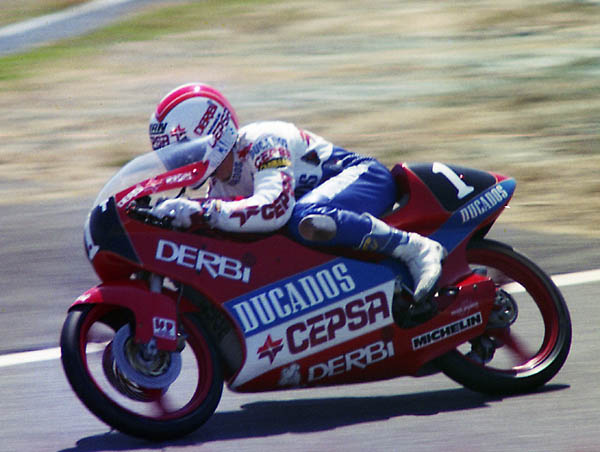
Jorge Martínez (* 1962)

- Martínez, Jorge Alberto, mexikanischer Opernsänger
- Martínez, Jorge Andrés (* 1983), uruguayischer Fußballspieler
- Martínez, Jorge Humberto (* 1975), kolumbianischer Radrennfahrer
- Martínez, Jorge Luis (* 1983), uruguayischer Fußballspieler
- Martínez, José (1890–1939), argentinischer Tango-Musiker und -Komponist
- Martínez, José (* 1942), spanischer Fußballspieler und -trainer
- Martínez, José (1962–2011), argentinischer Politiker
- Martínez, José (* 1968), deutscher Jurist, Professor für Agrarrecht und öffentliches Recht
- Martínez, José (* 1991), chilenischer Fußballspieler
- Martínez, José Alberto (* 1975), spanischer Radrennfahrer
- Martínez, José Andrés (* 1994), venezolanischer Fußballspieler
- Martínez, José Carlos (* 1969), spanischer Balletttänzer und Choreograf
- Martínez, José Esteban (1742–1798), spanischer Seefahrer
- Martínez, José Joaquín (* 1987), mexikanischer Fußballspieler
- Martínez, José Manuel (* 1971), spanischer Langstreckenläufer
- Martínez, Josef (* 1993), venezolanischer FußballspielerJosef Martínez (* 1993)

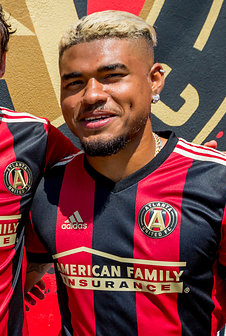
Josef Martínez (* 1993)

- Martínez, Josep (* 1998), spanischer Fußballtorhüter
- Martínez, Juan (1947–2021), mexikanischer Langstreckenläufer
- Martínez, Juan (* 1958), kubanischer Diskuswerfer
- Martínez, Juan (* 1982), spanischer Fußballschiedsrichter
- Martínez, Juan Antonio († 1854), guatemaltekischer Präsident
- Martínez, Juan Félix (1923–1981), argentinischer Fußballspieler
- Martínez, Juan Ignacio (* 1964), spanischer Fußballspieler und -trainer
- Martínez, Juan Luis (1942–1993), chilenischer Dichter und Künstler
- Martínez, Juan Ramón (1948–2024), salvadorianischer Fußballspieler
- Martinez, Juan Rubén (* 1953), argentinischer Geistlicher, Bischof von Posadas
- Martínez, Julio (* 1982), paraguayischer Fußballspieler
- Martinez, Kaina (* 1986), belizische Leichtathletin
- Martínez, Katja (* 1995), argentinisches Schauspielerin und Model
- Martínez, Katty (* 1998), mexikanische Fußballspielerin
- Martínez, Kiko (* 1986), spanischer Boxer
- Martínez, Laura (* 2004), kolumbianische Sprinterin
- Martínez, Lautaro (* 1997), argentinischer Fußballspieler
- Martínez, Lázaro (* 1962), kubanischer Sprinter
- Martínez, Lázaro (* 1997), kubanischer Leichtathlet
- Martínez, Lem (* 1923), uruguayischer Moderner Fünfkämpfer
- Martinez, Lenny (* 2003), französischer RadrennfahrerLenny Martinez (* 2003)

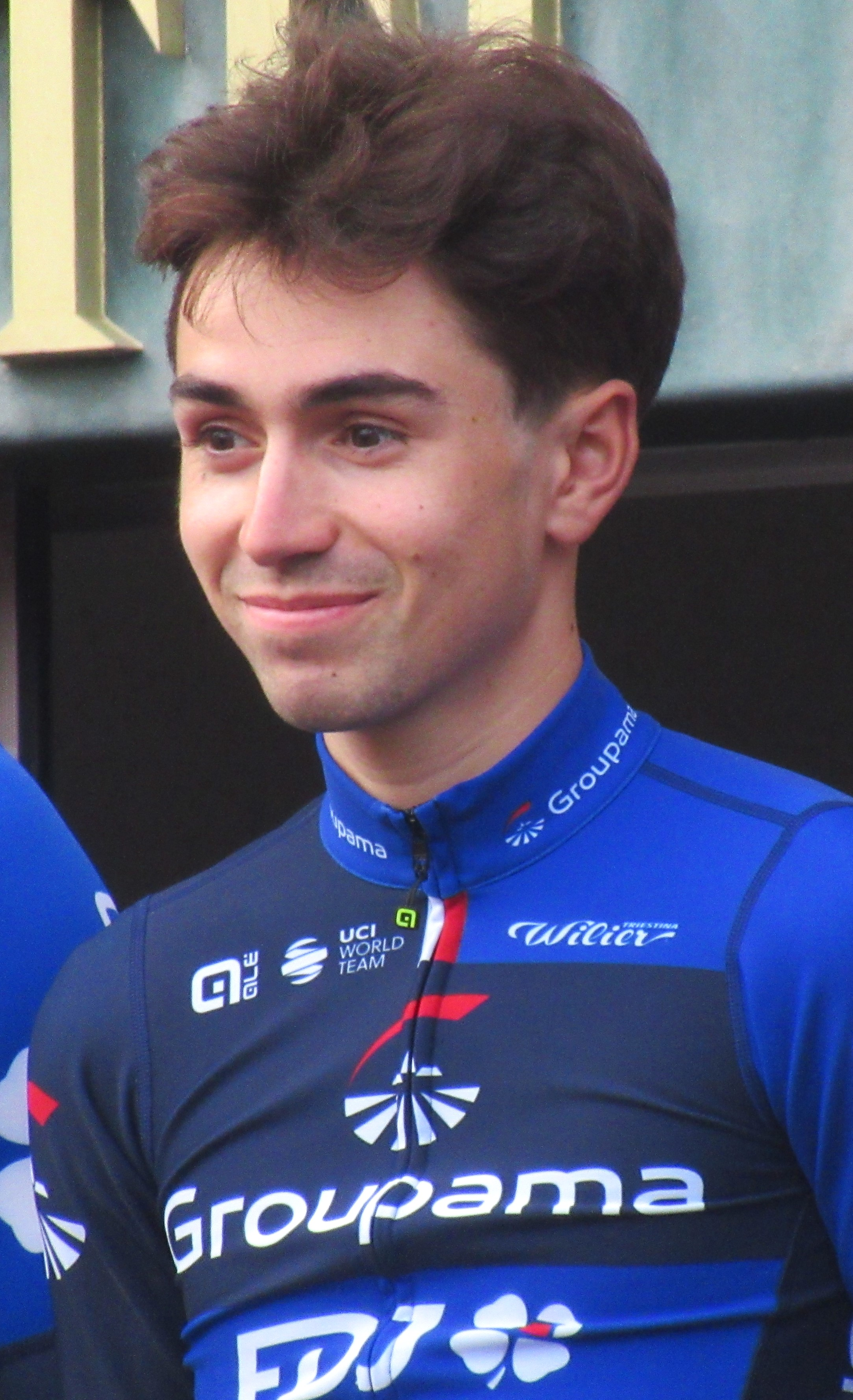
Lenny Martinez (* 2003)

- Martinez, Liezl (1967–2015), philippinische Schauspielerin und Kinderdarstellerin
- Martínez, Lisandro (* 1998), argentinischer Fußballspieler
- Martínez, Lucía (* 1982), spanische Schlagwerkerin und Komponistin
- Martínez, Luis (* 1990), uruguayischer Fußballspieler
- Martínez, Luis Alberto (* 1973), uruguayischer Straßenradrennfahrer
- Martínez, Luis Antonio (* 1987), mexikanischer Fußballspieler
- Martínez, Luis David (* 1989), venezolanischer Tennisspieler
- Martínez, Luis Felipe (* 1955), kubanischer Mittelgewichtsboxer
- Martínez, Magdelín (* 1976), italienische Dreispringerin kubanischer Herkunft
- Martínez, Manuel (* 1974), spanischer Kugelstoßer
- Martínez, Marcos (* 1985), spanischer Autorennfahrer
- Martínez, María Belén (* 1989), argentinische Gewichtheberin
- Martínez, Mariano (* 1948), französischer Radsportler
- Martínez, Mario Roberto (* 1989), honduranischer Fußballspieler
- Martinez, Mathieu (* 1982), französischer Nordischer Kombinierer
- Martínez, Matías (* 1960), chilenischer Literaturwissenschaftler und Germanist
- Martínez, Matthew G. (1929–2011), US-amerikanischer Politiker
- Martínez, Mauricio (* 1975), panamaischer Boxer
- Martínez, Mauricio (* 1998), chilenischer Sprinter
- Martínez, Mayte (* 1976), spanische Mittelstreckenläuferin
- Martínez, Mel (* 1946), kubanoamerikanischer Politiker der Republikanischen Partei
- Martinez, Melanie (* 1995), US-amerikanische Sängerin
- Martinez, Mercedes (* 1980), US-amerikanische Wrestlerin
- Martinez, Michael Christian (* 1996), philippinischer Eiskunstläufer
- Martinez, Miguel (* 1976), französischer Mountainbiker, Cyclocross- und Straßenradrennfahrer
- Martínez, Miguel Ángel (* 2003), kolumbianischer Volleyballspieler
- Martínez, Modesto (* 1934), mexikanischer Wasserballspieler
- Martinez, Natalie (* 1984), US-amerikanische SchauspielerinNatalie Martinez (* 1984)

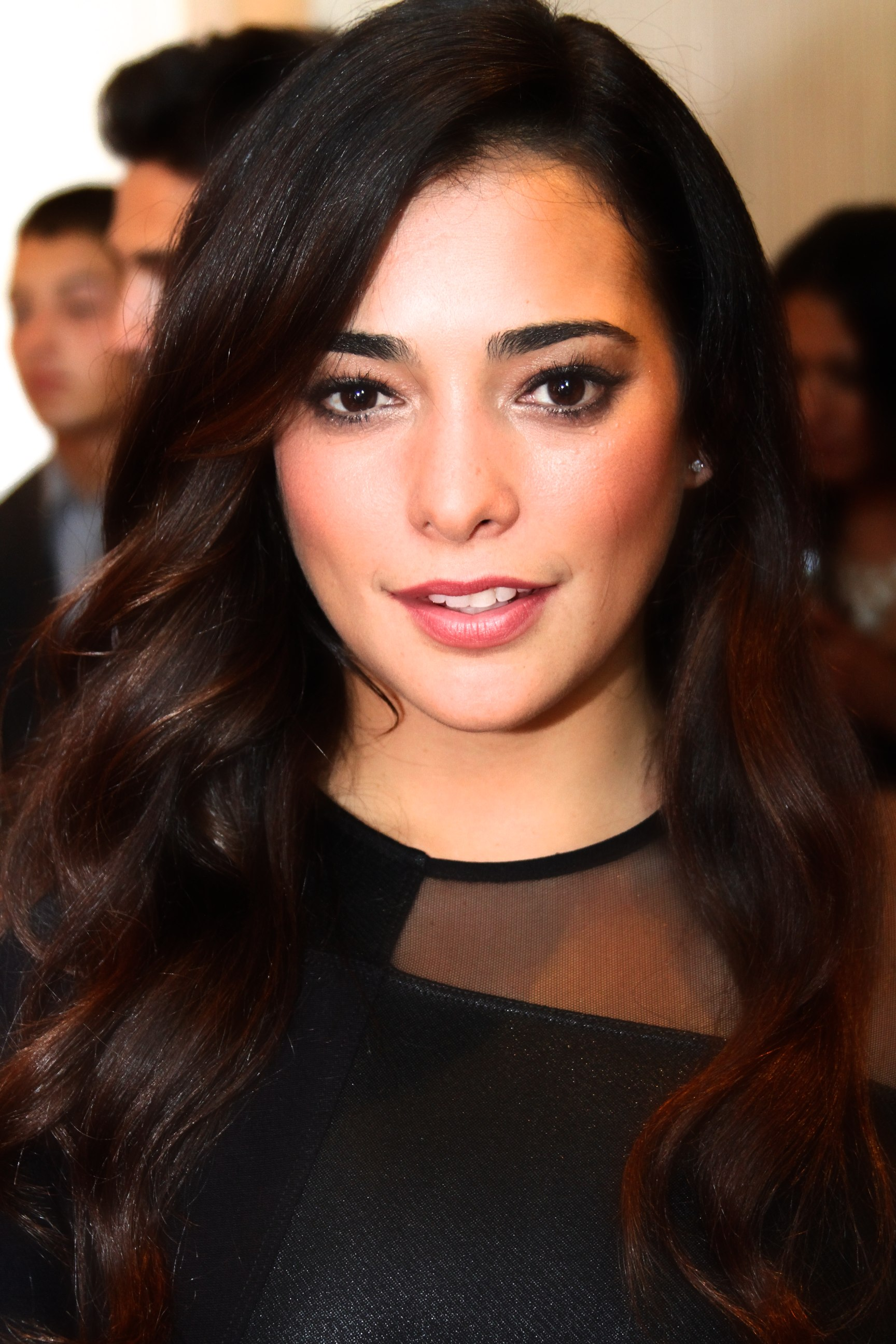
Natalie Martinez (* 1984)

- Martínez, Neco (* 1982), kolumbianischer Fußballtorhüter
- Martinez, Neivi, mexikanische Sopranistin
- Martínez, Nicolás († 1660), spanischer Geistlicher
- Martínez, Noelia (* 1996), argentinische Sprinterin
- Martinez, Odaline de la (* 1949), kubanisch-US-amerikanische Komponistin und Dirigentin
- Martinez, Olivier (* 1966), französischer FilmschauspielerOlivier Martinez (* 1966)

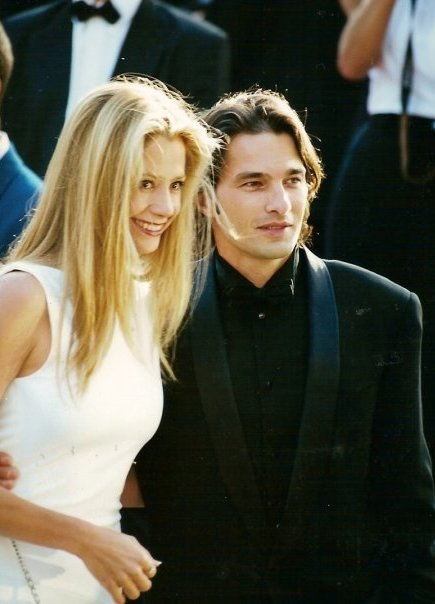
Olivier Martinez (* 1966)

- Martínez, Orlando (1944–2021), kubanischer Boxer
- Martínez, Oscar (* 1949), argentinischer Schauspieler
- Martínez, Osvaldo (* 1986), paraguayischer Fußballspieler
- Martínez, Pablo, dominikanischer Merenguesänger
- Martinez, Patrice (1963–2018), US-amerikanische Schauspielerin
- Martínez, Paulino (* 1952), spanischer Radrennfahrer
- Martínez, Pedrito (* 1973), kubanisch-US-amerikanischer Musiker
- Martínez, Pedro (1542–1598), portugiesischer Missionar
- Martínez, Pedro (* 1956), argentinischer Geistlicher und Theologe, emeritierter römisch-katholischer Bischof von San Luis
- Martínez, Pedro (* 1971), dominikanischer Baseballspieler
- Martínez, Pedro (* 1997), spanischer Tennisspieler
- Martínez, Pere, Barceloneser Maler
- Martínez, Petra (* 1944), spanische Schauspielerin
- Martinez, Philippe (* 1961), französischer Gewerkschafter
- Martínez, Rey Ángel (* 1980), kubanischer Fußballspieler
- Martínez, Ricardo (* 1927), mexikanischer Fußballspieler
- Martinez, Roberto (* 1972), deutsch-spanischer Schauspieler und Comedian
- Martínez, Roberto (* 1973), spanischer Fußballspieler und -trainerRoberto Martínez (* 1973)

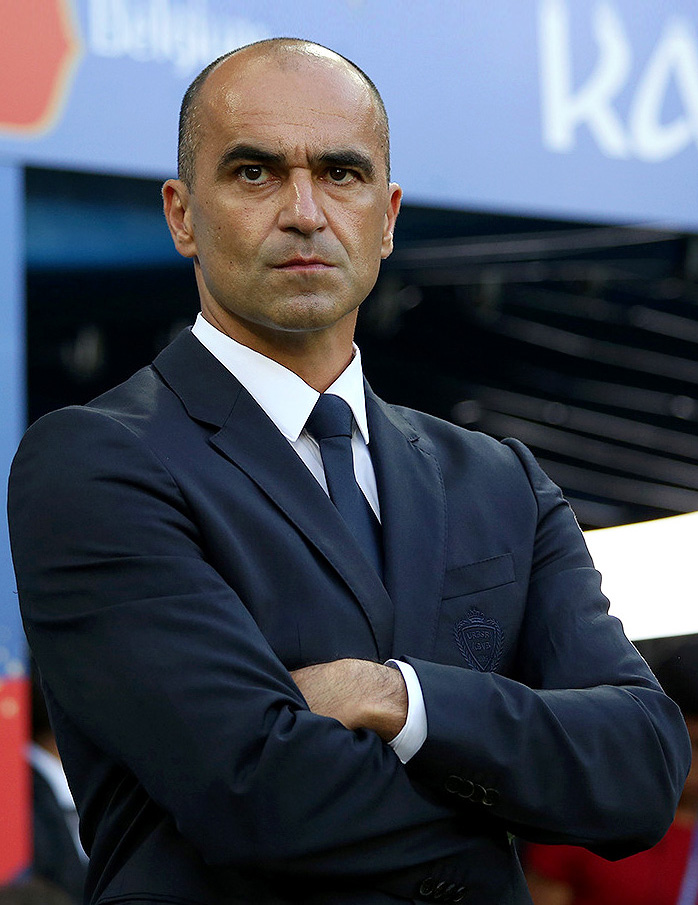
Roberto Martínez (* 1973)

- Martínez, Rodolfo (* 1946), mexikanischer Boxer (Bantamgewicht)
- Martínez, Román (* 1983), puerto-ricanischer Boxer
- Martínez, Rony (* 1987), honduranischer Fußballspieler
- Martínez, Rosa (* 1955), spanische freie Kuratorin, Kunsthistorikerin und Kunstkritikerin
- Martínez, Rubén (* 1977), spanischer Fußballspieler und Trainer
- Martínez, Rubén (* 1984), spanischer Fußballtorhüter
- Martinez, Sabu (1930–1979), amerikanischer Perkussionist (Congas)
- Martínez, Said (* 1991), honduranischer Fußballschiedsrichter
- Martínez, Santiago (* 1991), uruguayischer Fußballspieler
- Martínez, Saturnino (1928–1960), mexikanischer Fußballspieler
- Martínez, Saúl (* 1976), honduranischer Fußballspieler
- Martínez, Sebastián (* 1977), österreichisch-uruguayischer Fußballspieler
- Martínez, Sebastián (* 1983), uruguayischer Fußballspieler
- Martínez, Sebastián (* 1993), chilenischer Fußballspieler
- Martínez, Sebastián Chico (* 1968), spanischer Geistlicher und römisch-katholischer Bischof von Jaén
- Martínez, Serafín (* 1984), spanischer Radrennfahrer
- Martínez, Sergio (1943–1979), kubanischer Radrennfahrer
- Martínez, Sergio (* 1969), uruguayischer Fußballspieler
- Martínez, Sergio (* 1974), uruguayischer Fußballspieler
- Martínez, Sergio (* 1975), argentinischer Boxer
- Martinez, Shekiera (* 2001), deutsche Fußballspielerin
- Martínez, Shelly (* 1980), mexikanisch-amerikanisches Model, Schauspielerin, Wrestlerin und Valet
- Martinez, Susana (* 1959), US-amerikanische Juristin und Politikerin
- Martinez, Tim (* 2002), deutscher Basketballspieler
- Martínez, Tomás Eloy (1934–2010), argentinischer Schriftsteller
- Martínez, Tonatiuh (* 1962), mexikanischer Garten- und Landschaftsarchitekt
- Martinez, Tony (* 1969), belgisch-spanischer Dartspieler
- Martinez, Ursula (* 1966), britische Performance-Künstlerin und Kabarettistin
- Martinez, Victor (* 1973), dominikanischer Bodybuilder
- Martínez, Walter Julián (1982–2019), honduranischer Fußballspieler
- Martínez, William (1928–1997), uruguayischer Fußballspieler
- Martínez, Williams (1982–2021), uruguayischer Fußballspieler
- Martínez, Xavier (1869–1943), kalifornischer Künstler
- Martinez, Xiuhtezcatl (* 2000), US-amerikanischer Umweltaktivist und Hiphoper
- Martínez, Yadel (* 1985), kubanischer Fußballschiedsrichter
- Martínez, Yancarlos (* 1992), dominikanischer Leichtathlet
- Martinez, Yannick (* 1988), französischer Radrennfahrer
- Martinez, Yara (* 1979), puerto-ricanisch-US-amerikanische Schauspielerin
- Martínez, Yarianna (* 1984), kubanische Dreispringerin
- Martínez, Yaritza (* 2000), kubanische Dreispringerin
- Martínez, Yasmani (* 1987), kubanischer Straßenradrennfahrer
- Martínez, Yeimy (* 1981), kolumbianischer Fußballschiedsrichterin
- Martínez, Yoana (* 1980), spanische Badmintonspielerin
- Martínez, Yuberjen (* 1991), kolumbianischer Boxer
- Martínez, Zigor (* 1992), spanischer Eishockeyspieler

#### Martinez-

##### Martinez-A
- Martínez-Almeida, José Luis (* 1975), spanischer Jurist und Politiker (PP), Bürgermeister von MadridJosé Luis Martínez-Almeida (* 1975)

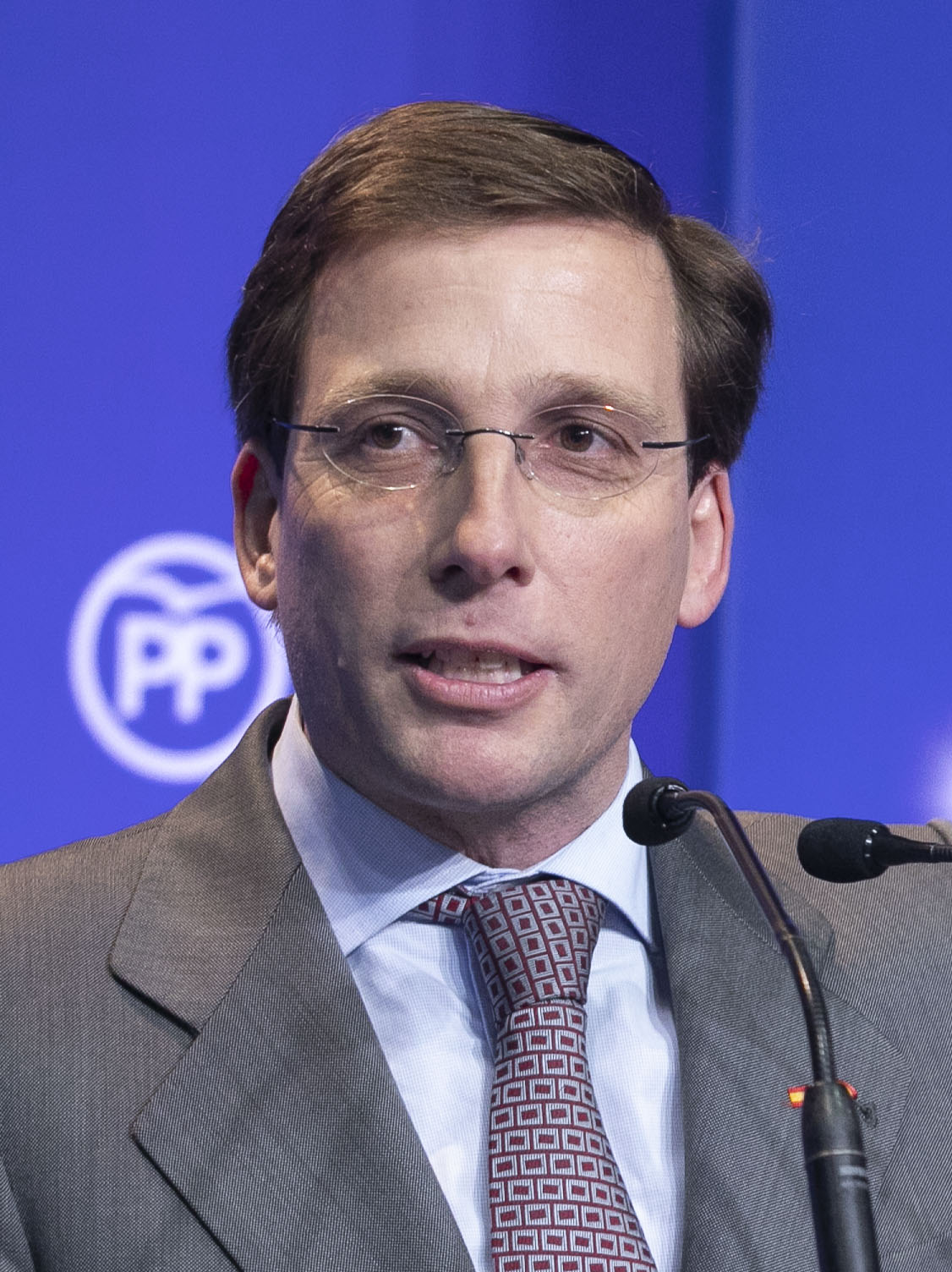
José Luis Martínez-Almeida (* 1975)

##### Martinez-C
- Martínez-Campos, Arsenio (1831–1900), spanischer General
- Martínez-Caro de la Concha-Castañeda, Santiago (* 1957), spanischer Diplomat
- Martinez-Conde, Susana (* 1969), spanisch-amerikanische Neurowissenschaftlerin

##### Martinez-G
- Martínez-Gómez, Raquel (* 1973), spanische Schriftstellerin

##### Martinez-N
- Martinez-Neal, Juana, peruanisch-amerikanische Autorin und Illustratorin

##### Martinez-P
- Martinez-Pinedo, Gabriel (* 1968), spanischer Physiker

##### Martinez-R
- Martínez-Romero, Esperanza (* 1957), mexikanische Mikrobiologin und Genomforscherin

##### Martinez-T
- Martínez-Tosar, Viviana (* 1960), argentinische Künstlerin

##### Martinez-V
- Martínez-Vela, Isidoro (1925–2012), spanischer Schwimmer